# برايان سميث (لاعب كرة قدم أمريكية أمريكي)
برايان سميث (بالإنجليزية: Brian Smith) هو لاعب كرة قدم أمريكية أمريكي، ولد في 23 أبريل 1966 في بروكلين في الولايات المتحدة.

## وصلات خارجية
- برايان سميث على موقع مرجع كرة القدم المحترفة.كوم (الإنجليزية)